# KBB (バンド)
KBB（ケービービー）は、壷井彰久を中心に結成された日本のプログレッシブ・ロック・バンド。

## 概要
1992年に東京で結成。ヴァイオリン奏者の壷井彰久が率いており、楽曲はすべてインストゥルメンタル。

## メンバー
- 壷井 彰久（つぼい あきひさ） - ヴァイオリン、作曲
- 高橋 利光（たかはし としみつ） - キーボード
- Dani（だに） - ベース
- 菅野 詩郎（すがの しろう） - ドラム

## ディスコグラフィ

### スタジオ・アルバム
- Lost and Found (2000年、Musea)
- 『フォー・コーナーズ・スカイ』 - Four Corner's Sky (2003年、Musea/Poseidon)
- 『プルーフ・オブ・コンセプト』 - Proof of Concept (2007年、Musea/Poseidon)
- 『エイジ・オブ・ペイン』 - Age of Pain (2013年、Arcàngelo)

### ライブ・アルバム
- 『LIVE 2004』 - Live 2004 (2005年、Musea/Poseidon)
- 『LIVE 2008 Official Bootleg』 - Live 2008 Official Bootleg (2008年、Poseidon) ※ライブ会場限定